# Zwarte Volta

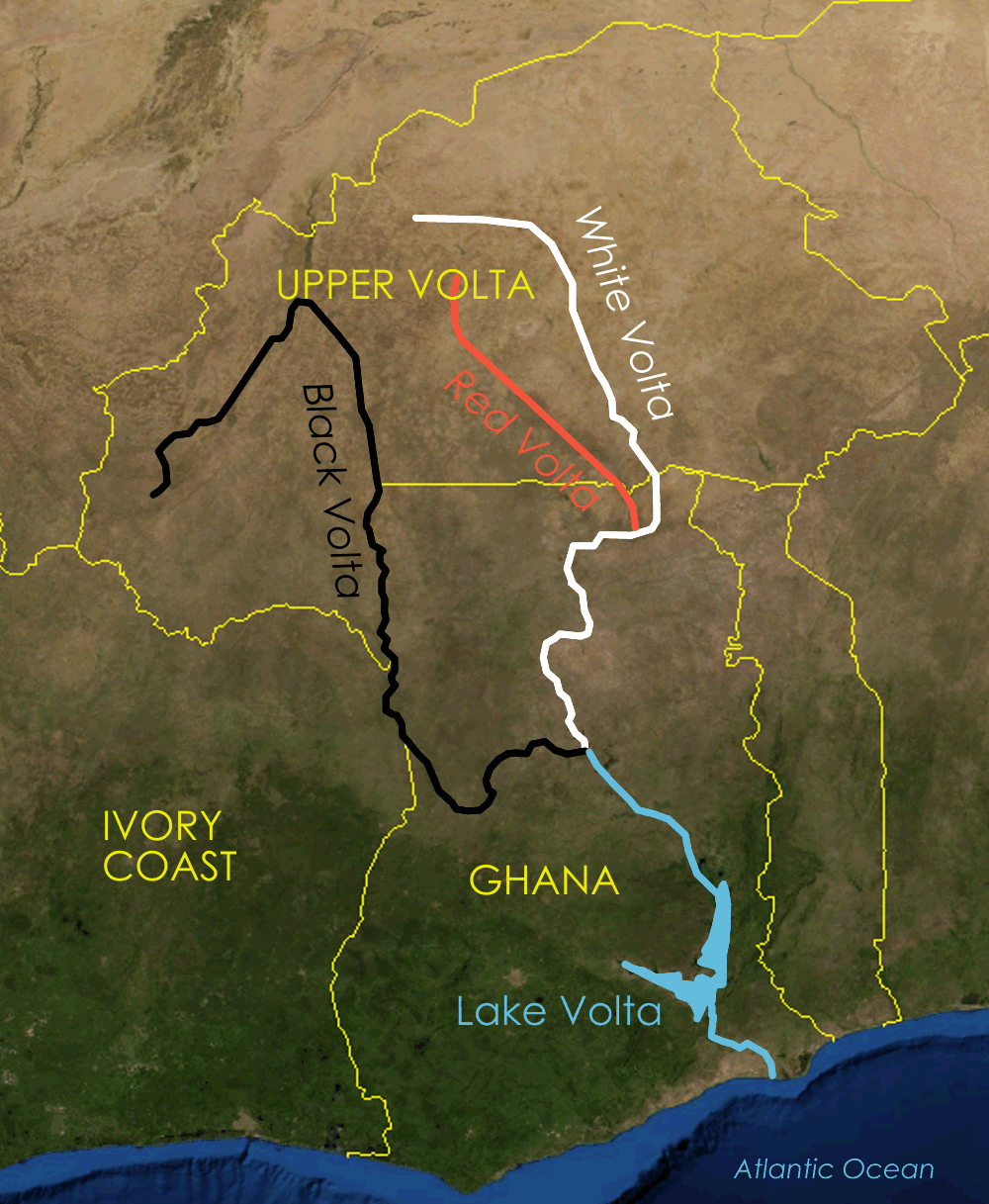
Zwarte Volta weergegeven in zwart

De Zwarte Volta of Mouhoun is een rivier in West-Afrika die ontspringt in het westen van Burkina Faso, in het natuurgebied Forêt Classée des Sources du Mouhoun tussen Orodara en Banfora, en vervolgens 1352 km verder uitmondt in de Witte Volta in Ghana. De Zwarte Volta vormt een klein deel van de grens tussen Ghana en Ivoorkust en van de grens tussen Ghana en Burkina Faso.
- Library of Congress Control Number: sh2007005750
- Nationale Bibliotheek van Israël: 987007532973905171
- Virtual International Authority File: 3329148574307924430005